# 格拉马济
格拉马济（法語：Gramazie，法語發音：[ɡʁamazi] ⓘ）是法国奥德省的一个市镇，属于利穆区。

## 地理
格拉马济（43°8'21"N, 2°5'49"E）面积2 平方千米，位于法国奧克西塔尼大區奥德省，该省份为法国南部沿海省份，北起塔恩省，西北接上加龙省，西接阿列日省，南至东比利牛斯省，东临地中海，东北与埃罗省接壤。
与格拉马济接壤的市镇（或旧市镇、城区）包括：贝尔韦兹迪拉泽斯、卡约、费朗、马兹罗勒迪拉泽斯。

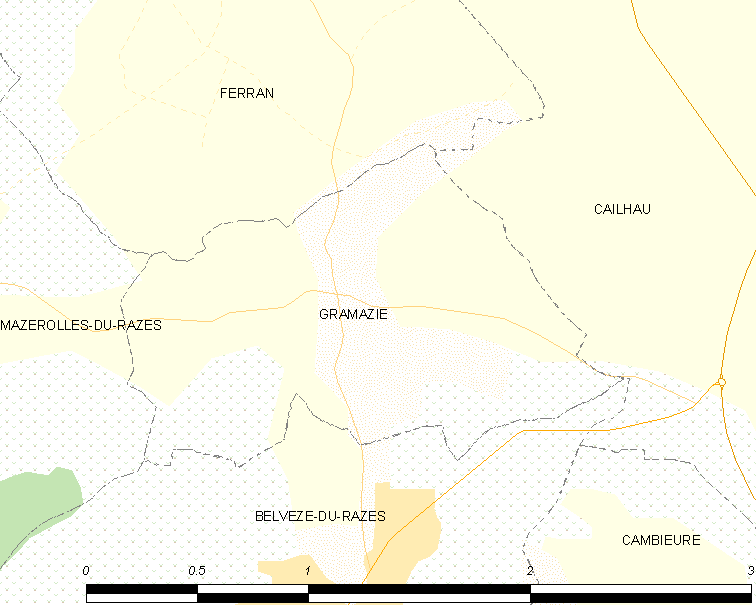
格拉马济的OSM定位图

格拉马济的时区为UTC+01:00、UTC+02:00（夏令时）。

## 行政
格拉马济的邮政编码为11240，INSEE市镇编码为11167。

## 政治
格拉马济所属的省级选区为拉皮耶日欧拉泽斯县。

## 人口

1962-2008年间格拉马济人口变化图示

格拉马济于2022年1月1日时的人口数量为128人。